# Jānis Pēda
Jānis Pēda (* 18. Mai 1985 in Riga) ist ein lettischer Volleyball- und Beachvolleyballspieler.

## Karriere
Pēda begann 2002 seine Karriere in der Halle bei Lase-R Riga. 2003 wurde er als Beachvolleyballer mit Artis Caics Fünfter der Junioren-Weltmeisterschaft in Saint-Quay-Portrieux. Im gleichen Jahr gab er sein Debüt in der lettischen Nationalmannschaft. 2004 wechselte er zum italienischen Zweitligisten Samia Schio. Nach einer Saison ging der Außenangreifer, der auch auf der Diagonalposition spielen kann, zum Ligakonkurrenten Carilo Loreto. 2008/09 war er bei Materdomini Castellana Grotte aktiv, bevor er vom Erstligisten Bre Banca Lannutti Cuneo verpflichtet wurde. In seiner ersten Saison in Cuneo gewann Pēda mit dem Verein die italienische Meisterschaft und den CEV-Pokal. 2011 folgte der nationale Pokalsieg. Anschließend kehrte Pēda nach Loreto zurück. 2013 bildete er ein neues Beach-Duo mit Mārtiņš Pļaviņš, der im Vorjahr die olympische Bronzemedaille gewonnen hatte. Pļaviņš/Pēda spielten nach den Fuzhou Open fünf Grand Slams und erzielten als bestes Ergebnis einen 17. Platz in Shanghai. Auch bei der WM 2013 in Stare Jabłonki belegten sie Platz 17. In der Halle spielte Pēda 2013/14 bei Hypo Tirol Volleyballteam Innsbruck und wurde österreichischer Meister. Beim Beach spielt Pēda 2014 mit Toms Šmēdiņš. Bei der EM in Quartu Sant’Elena schieden Šmēdiņš/Pēda sieglos nach der Vorrunde aus.